# 塞巴斯蒂安·安德森
塞巴斯蒂安·安德森（瑞典語：Sebastian Andersson；1991年7月15日—）是一位已退役之瑞典足球運動員。在場上的位置是前鋒。現效力於德乙球隊紐倫堡。他也代表瑞典國家足球隊參賽。

## 俱乐部生涯

### 科隆
2021年5月29日，2020–21賽季德甲升、降級附加賽安德森梅開二度擴大比分優勢，是幫助球隊留在德甲的功臣之一。

## 外部連結
- Soccerway資料庫：塞巴斯蒂安·安德森